# バドルの戦い
バドルの戦い（アラビア語: غزوة بدر Ġazwat Badr
、624年3月17日）はイスラム創成期におけるクライシュ族率いるメッカと、メッカを追放されたムハンマドを受け入れたメディナ側の間の戦いの転機となった戦い。圧倒的に不利とされたムハンマドが戦いに勝利し、ムハンマドは危機を乗り越えたことでメディナ内での権威を確立した。

## 背景
622年7月16日のヒジュラ（聖遷）以降、当時メディナで対立していたユダヤ人とアラブ人の和平を謳ったイスラーム共同体初の憲法と呼べるメディナ憲章の締結によりウンマを組織したムハンマドは624年にアブー・スフィヤーンの大商隊がシリアから到着するとの情報を得てこれを襲撃するためメディナを出て紅海に面するバドルの地で商隊を待ち受けた。また、メッカの隊商を襲撃することはムハンマドを追放したメッカへの復讐でもあったが、その物資を得て経済基盤を広げることはジハード（努力目標）でもあったとされる。これに対してアブー・スフィヤーンから要請を受けてメッカからアブー・ジャフルが指揮する軍隊が派遣されたが、隊商が無事バドルを迂回してメッカに向かったことを聞くとズブラ族の兵は目的が達せられたためメッカに引き返し、残るクライシュ族の600名の重装兵を含む約1,000名のみがムハンマド討伐のためバドルへと向かった。それでも残ったクライシュ族率いるメッカ軍はそれでも数的に３倍以上の軍勢であることから戦前からムハンマドを過小評価していた。他方、ムハンマドは兵の数こそ300名程度だったが、ヒジュラ以来の教友や親戚縁者などで固められていたうえ、一神教と多神教の戦いであるとの大義もあり戦意は高いものがあった。

## 戦いの経過
開戦が決まるとムハンマドはすばやくバドルに進軍し、要衝を押さえた。さらにメッカ軍の進軍路の井戸を先に埋めてしまった。井戸を失ったメッカ軍は、イスラム軍の守る井戸を奪取するため攻撃をくわえた。まずメッカ軍はアラブの戦いの恒例である一騎討ちによりウトバ・イブン・ラビア、アル・ワリード・イブン・ウトバやシャイバ・イブン・ラビアといった名だたる将を次々に失ってしまう。イスラム軍は動揺するメッカ軍に対し矢の雨を降らせ、陣形をしっかりと組んだ歩兵が突撃したためクライシュ族の盾で武装したメッカの正規兵は打ち破られ、かつてムハンマドを迫害していたクライシュ族の頭目アブー・ジャハル（ヒシャム）を含む70余名の戦死者を出してメッカの大軍は一敗地にまみれた。

## 戦いの意義
バドルの戦いがムハンマドの勝利に終わると、ムスリムは奇跡的な勝利によりムスリムの信仰心を一層高揚させた。あまりの圧勝ぶりに天使が味方についたとも言われた。また、多数の捕虜を手に入れたが、ムハンマドはアブー・バクルの進言を聞き入れ、身代金を取り解放、のちに身代金が払えない者も全員解放した。
バドルの戦いで多大な戦死者を出したメッカは早くも復讐戦の準備を進め、翌年、再びムハンマドに軍を差し向けウフドの戦いを引き起こすこととなる。